# Ernst Walch
Ernst Joseph Walch (Vaduz, 12 maggio 1956) è un politico liechtensteinese.

## Biografia

### Istruzione e carriera
Originario di Ruggell, è nato nel 1956 nell'ospedale di Vaduz, uno dei quattro figli del commerciante Johann Walch e di Maria Thaler.
Dopo il diploma di maturità conseguito nel 1976, si è laureato in giurisprudenza all'Università di Innsbruck nel 1980. Ha ottenuto un master of Comparative Jurisprudence nel 1981 presso la scuola universitaria di legge di New York, dove nel 1983 è stato ammesso all'esercizio della professione forense.
In quello stesso anno si è diplomato come interprete e traduttore e nel 1984 è diventato avvocato anche in Liechtenstein; è fiduciario dello studio legale Walch & Schurti con sede a Vaduz.

### Attività politica

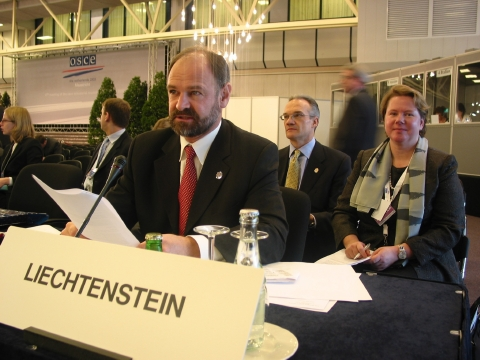
Walch e Maria-Pia Kothbauer nel 2002

Dal 1983 al 1993 fece parte del comitato direttivo dell'Unione Democratica Europea come delegato del Partito Progressista dei Cittadini (FBP). Fu anche membro del Landtag dal 1989 fino al 1993 (anno in cui ne fu il presidente) e fu a capo del suo partito tra il 1999 e il 2001.
Dal 2000 è stato presidente dell'associazione stampa del Liechtensteiner Volksblatt fino al 2006, quando è entrato nel consiglio di amministrazione. Dal 2001 al 2005 è stato ministro degli affari esteri.
Il 13 agosto 2024 venne presentato dal suo partito come candidato alle elezioni parlamentari del 2025, risultando, a 68 anni di età, il più anziano candidato alla guida del governo nella storia del Liechtenstein.

## Vita privata
Il 22 novembre del 1980 sposò Margrit Keller (1955-2024), con cui ebbe sei figli.